# Puchar Rosji w piłce nożnej (2019/2020)
28. edycja piłkarskiego Pucharu Rosji. W sezonie 2019/20 trofeum zdobył Zenit Petersburg.

## Uczestnicy
① Priemjer-Liga – 16 klubów;

② Pierwyj diwizion (FNL) – 18 klubów (nie biorą udziału drużyny rezerwowe);

③ Wtoroj diwizion (PFL) – 54 kluby (nie biorą udziału drużyny rezerwowe);

④ Liga Amatorska (LFL) – 6 drużyn: Krasnyj-SGAFKST, Elektron Nowogród, Chimik Wurnary, Wajnach Szali, Mietałłurg Magnitogorsk i FK Błagowieszczeńsk;

⑤ Rozgrywki regionalne – 2 drużyny: Kubań Pawłowskaja, Dielin Iżewsk.

## Rozgrywki
Pierwsza runda (1/256)
20 lipca 2019
| Drużyna 1                 | Wynik | Drużyna 2            |
| ------------------------- | ----- | -------------------- |
| Kołomna                   | 2–1   | Saturn Ramienskoje   |
| FK Strogino               | 2–3   | Rodina Moskwa        |
| Kwant Obninsk             | 3–4   | FK Dołgoprudny       |
| Olimp Chimki              | 2–3   | Ararat Moskwa        |
| Chimik Wurnary            | 2–0   | Łada Dimitrowgrad    |
| Łada                      | 1–3   | Akron Togliatti      |
| Legion-Dinamo Machaczkała | 3–0   | FK Machaczkała       |
| Wajnach Szali             | 1–3   | Ałanija Władykaukaz  |
| Inter Czerkiessk          | 4–2   | Dinamo Stawropol     |
| Kubań Pawłowskaja         | 2–0   | SKA Rostów nad Donem |
| Urożaj Krasnodar          | 1–3   | Drużba Majkop        |

Druga runda (1/128)
28 lipca 2019
| Drużyna 1               | Wynik        | Drużyna 2                  |
| ----------------------- | ------------ | -------------------------- |
| Elektron Nowogród       | 0–1          | Leningradiec               |
| Krasnyj-SGAFKST         | 5–0          | Zwiezda Petersburg         |
| Pskow-747               | 0–1          | Łuki-Eniergija             |
| Riazań                  | 3–0          | Znamia Truda               |
| Torpedo Władimir        | 0–1          | Murom                      |
| Salut Biełgorod         | 3–2          | Mietałłurg Lipieck         |
| Dinamo Briańsk          | 0–1          | FK Kaługa                  |
| Kołomna                 | 0–1          | Ararat Moskwa              |
| Rodina Moskwa           | 0–2          | Weles Moskwa               |
| FK Dołgoprudny          | 0–4          | Zorki Krasnogorsk          |
| Akron Togliatti         | 3–1          | Sokoł Saratów              |
| Zwiezda Perm            | 6–0          | Zenit Iżewsk               |
| Dielin Iżewsk           | 0–4          | KAMAZ Nabierieżnyje Czełny |
| FK Czelabińsk           | 0–1          | Tiumeń                     |
| Mietałłurg Magnitogorsk | 1–3          | Nosta Nowotroick           |
| Wołga Uljanowsk         | 6–1          | Chimik Wurnary             |
| Spartak Władykaukaz     | 2–2 (k. 3–4) | Spartak Nalczyk            |
| Wołgar Astrachań        | 3–0          | Legion-Dinamo Machaczkała  |
| Ałanija Władykaukaz     | 1–0          | Anży Machaczkała           |
| Maszuk-KMW Piatigorsk   | 0–1          | Inter Czerkiessk           |
| Biolog Nowokubańsk      | 3–1          | Kubań Pawłowskaja          |
| Drużba Majkop           | 0–1          | Czernomoriec               |
| Dinamo Barnauł          | 2–1          | FK Nowosybirsk             |

Trzecia runda (1/64)
4, 5, 9 i 10 sierpnia 2019
| Drużyna 1                  | Wynik        | Drużyna 2          |
| -------------------------- | ------------ | ------------------ |
| Weles Moskwa               | 2–1          | Krasnyj-SGAFKST    |
| Łuki-Eniergija             | 1–1 (k. 4–5) | Leningradiec       |
| Zorki Krasnogorsk          | 1–3          | Riazań             |
| Murom                      | 2–3          | Ararat Moskwa      |
| FK Kaługa                  | 3–3 (k. 4–5) | Salut Biełgorod    |
| KAMAZ Nabierieżnyje Czełny | 2–2 (k. 6–5) | Zwiezda Perm       |
| Nosta Nowotroick           | 0–1          | Tiumeń             |
| Akron Togliatti            | 3–0          | Wołga Uljanowsk    |
| Ałanija Władykaukaz        | 4–1          | Wołgar Astrachań   |
| Spartak Nalczyk            | 0–1          | Inter Czerkiessk   |
| Czernomoriec               | 4–2          | Biolog Nowokubańsk |
| Zenit Irkuck               | 0–2          | Czyta              |
| FK Błagowieszczeńsk        | 0–2          | Sachalin           |
| Irtysz Omsk                | 3–0          | Dinamo Barnauł     |

1/32 finału
21 sierpnia i 3 września 2019
| Drużyna 1                  | Wynik        | Drużyna 2              |
| -------------------------- | ------------ | ---------------------- |
| Leningradiec               | 1–2          | Bałtika                |
| Weles Moskwa               | 3–3 (k. 5–6) | Torpedo Moskwa         |
| Riazań                     | 1–4          | Czertanowo             |
| FK Chimki                  | 4–1          | Awangard Kursk         |
| Ararat Moskwa              | 0–3          | FK Niżny Nowogród      |
| Szynnik Jarosław           | 1–0          | Tiekstilszczik Iwanowo |
| Salut Biełgorod            | 1–3          | Fakieł Woroneż         |
| Czernomoriec               | 3–0          | Armawir                |
| Ałanija Władykaukaz        | 2–1          | Rotor Wołgograd        |
| Inter Czerkiessk           | 2–5          | Czajka                 |
| KAMAZ Nabierieżnyje Czełny | 2–0          | Nieftiechimik          |
| Akron Togliatti            | 1–1 (k. 3–5) | Mordowia Sarańsk       |
| Tiumeń                     | 0–1          | Jenisej Krasnojarsk    |
| Irtysz Omsk                | 0–2          | Tom Tomsk              |
| Sachalin                   | 0–2          | SKA-Chabarowsk         |
| Czyta                      | 0–1          | Łucz Władywostok       |

1/16 finału
25–26 września 2019
| Drużyna 1                  | Wynik        | Drużyna 2              |
| -------------------------- | ------------ | ---------------------- |
| Bałtika                    | 1–1 (k. 4–1) | Lokomotiw Moskwa       |
| Torpedo Moskwa             | 2–0          | Krylia Sowietow Samara |
| Czertanowo                 | 0–2          | FK Orenburg            |
| FK Chimki                  | 3–0          | Rubin Kazań            |
| FK Niżny Nowogród          | 1–0          | FK Krasnodar           |
| Szynnik Jarosław           | 0–0 (k. 5–4) | PFK Soczi              |
| Fakieł Woroneż             | 1–2          | Arsienał Tuła          |
| Czernomoriec               | 0–2          | Urał Jekaterynburg     |
| Ałanija Władykaukaz        | 1–3          | CSKA Moskwa            |
| Czajka                     | 0–1          | FK Ufa                 |
| KAMAZ Nabierieżnyje Czełny | 1–2          | Spartak Moskwa         |
| Mordowia Sarańsk           | 0–2          | FK Rostów              |
| Jenisej Krasnojarsk        | 1–2          | Zenit Petersburg       |
| Tom Tomsk                  | 4–0          | Tambow                 |
| SKA-Chabarowsk             | 2–2 (k. 2–4) | Achmat Grozny          |
| Łucz Władywostok           | 1–0          | Dinamo Moskwa          |

1/8 finału
30–31 października 2019
| Drużyna 1          | Wynik        | Drużyna 2        |
| ------------------ | ------------ | ---------------- |
| Torpedo Moskwa     | 1–0          | Bałtika          |
| FK Orenburg        | 1–2          | FK Chimki        |
| FK Niżny Nowogród  | 2–2 (k. 0–3) | Szynnik Jarosław |
| Urał Jekaterynburg | 2–2 (k. 5–4) | Arsienał Tuła    |
| CSKA Moskwa        | 1–0          | FK Ufa           |
| Spartak Moskwa     | 2–1          | FK Rostów        |
| Zenit Petersburg   | 4–0          | Tom Tomsk        |
| Achmat Grozny      | 5–1          | Łucz Władywostok |

1/4 finału
4, 5 marca i 24 czerwca 2020
| Drużyna 1        | Wynik | Drużyna 2          |
| ---------------- | ----- | ------------------ |
| FK Chimki        | 5–1   | Torpedo Moskwa     |
| Szynnik Jarosław | 0–2   | Urał Jekaterynburg |
| Spartak Moskwa   | 3–2 D | CSKA Moskwa        |
| Achmat Grozny    | 1–2 D | Zenit Petersburg   |

1/2 finału
19 lipca 2020
| Drużyna 1          | Wynik | Drużyna 2      |
| ------------------ | ----- | -------------- |
| Urał Jekaterynburg | 1–3   | FK Chimki      |
| Zenit Petersburg   | 2–1   | Spartak Moskwa |

### Finał
| 25 lipca 202016:00 (17:00 MSK) | Zenit Petersburg | 1:0 | FK Chimki              | Stadion Centralny w Jekaterynburgu Widzów: 3408 Sędzia: W. Moskaliow |
| 25 lipca 202016:00 (17:00 MSK) | Dziuba 84' (k.)  | 1:0 |                        | Stadion Centralny w Jekaterynburgu Widzów: 3408 Sędzia: W. Moskaliow |
| 25 lipca 202016:00 (17:00 MSK) | Azmun Rakicki    | 1:0 | Diadiun Bożenow Barkow | Stadion Centralny w Jekaterynburgu Widzów: 3408 Sędzia: W. Moskaliow |